# Зігфрід Геніке
Зігфрід Геніке (нім. Siegfried Haenicke; нар. 8 вересня 1878, Констанц — пом. 19 лютого 1946, табір військовополонених НКВС «Мюльберг» Мюльберг, Бранденбург) — німецький воєначальник часів Третього Рейху, генерал від інфантерії Вермахту (1942). Кавалер Pour le Mérite (1918) і Лицарського хреста Залізного хреста (1941). Учасник Першої та Другої світових війн.

## Біографія
Військова кар'єра
- 13 березня 1897 — другий лейтенант
- 1 січня 1899 — лейтенант
- 18 травня 1907 — обер-лейтенант
- 18 грудня 1912 — гауптман
- 18 травня 1920 — майор
- 1 жовтня 1925 — оберст-лейтенант
- 1 лютого 1929 — оберст
- 1 квітня 1932 — генерал-майор
- 1 листопада 1939 — генерал-лейтенант
- 1 квітня 1942 — генерал від інфантерії

13 березня 1897 року поступив на військову службу до кадетського корпусу в Гнезен з одночасним присвоєнням звання молодшого лейтенанта й зарахуванням до штату 6-го Померанського піхотного полку № 49 (нім. 6. Pommersches Infanterie-Regiment Nr. 49). З 15 вересня 1900 служив на посаді ад'ютанта батальйону З 1 жовтня 1904 по 21 липня 1907 року продовжував навчання у Прусській військовій академії в Берліні, по завершенню отримав військове звання лейтенанта.
З 19 лютого 1910 до 18 квітня 1913 року ад'ютант 49-го піхотного полку.
На початок Першої світової війни командир роти 150-го піхотного полку, на цій посаді перебував з 1 жовтня 1913 року. На чолі своєї роти брав активну участь у боях на Східному фронтові, відзначився у битві при Грюнвальді. 2 грудня 1915 року призначений командиром II.-го піхотного батальйону 150-го полку, з яким передислокувався на Західний фронт, де брав участь у боях та битвах до 1918 року. 14 червня 1918 року за особисту хоробрість та мужність на посаді командира батальйону нагороджений вищою нагородою Пруссії — орденом Pour le Mérite. 19 серпня 1918 призначений командиром резервного батальйону свого полку.
Після війни залишився на військовій службі, з 12 листопада 1918 року командир рекрутської бази 37-ї піхотної дивізії, через два місяці знову повернувся на посаду командира II.-го піхотного батальйону 150-го полку. Після розформування частини займав низку командирських, викладацьких та штабних посад у Рейхсвері. 1 листопада 1930 року отримав посаду командира 2-го піхотного полку.
30 вересня 1932 звільнився з військової служби та з травня 1933 до червня 1935 року був директором Імперського повідачу Кенігсбергу.
1 червня 1938 року Зігфрід Геніке повернувся на службу до Вермахту, певний час перебував у резерві, доки 8 серпня 1939 не був призначений командиром 61-ї піхотної дивізії Сухопутних військ Третього Рейху.
Генерал З. Геніке на чолі своєї дивізії брав активну участь у вторгненні німецьких військ до Польщі, у складі 3-ї армії бився за опанування Варшави. 1 листопада 1939 за успіхи у військовій кампанії отримав звання генерал-лейтенанта.
З травня 1940 року — командував дивізією у Французькій кампанії, з червня 1941 — у вторгненні Вермахту до Радянського Союзу. 17 вересня 1941 року за успішне виконання завдань та вміле керівництво підлеглими військами нагороджений Лицарським хрестом Залізного хреста.
З 29 березня 1942 командир XXXVIII.-го армійського корпусу, але вже з 29 червня 1942 у резерві фюрера.
З 1 жовтня 1942 призначений командувачем військового округу у Генеральній губернії. У цій посаді, він наказав у жовтні 1943 року залучити війська Вермахту в боротьбі з повстанням в'язнів у таборі Собібор.
З 31 січня 1945 року генерал від інфантерії З. Геніке виведений до резерву фюрера, й згодом відправлений у відставку. Оселився у Бад-Лаузіку.
20 липня 1945 заарештований радянськими окупаційними військами, перебував у спеціальному таборі для військовополонених НКВС «Мюльберг» неподалік від бранденбурзького містечка Мюльберг. Помер в ув'язненні 19 лютого 1946.

## Нагороди
- Столітня медаль (22 березня 1897)

### Перша світова війна
- Залізний хрест
  - 2-го класу (8 вересня 1914)
  - 1-го класу (22 жовтня 1914)
- Ганзейський Хрест (Гамбург) (6 червня 1916)
- Лицарський хрест королівського ордена дому Гогенцоллернів з мечами (27 вересня 1916)
- Хрест «За військові заслуги» (Австро-Угорщина) 3-го класу з військовою відзнакою (19 лютого 1917)
- Pour le Mérite (14 червня 1918)
- Нагрудний знак «За поранення» в чорному (5 серпня 1918)

### Міжвоєнний період
- Хрест «За вислугу років» (Пруссія) (17 квітня 1920)
- Почесний хрест ветерана війни з мечами (19 липня 1934)
- Медаль «За вислугу років у Вермахті» 4-го, 3-го, 2-го і 1-го класу (25 років)

### Друга світова війна
- Застібка до Залізного хреста
  - 2-го класу (19 вересня 1939)
  - 1-го класу (1 жовтня 1939)
- Лицарський хрест Залізного хреста (17 вересня 1941)
- Медаль «За зимову кампанію на Сході 1941/42» (1 серпня 1942)
- Німецький хрест в золоті (4 вересня 1942)
- Кавалер Великого хреста ордена Заслуг (Угорщина) з мечами (20 жовтня 1942)
- Хрест Воєнних заслуг 2-го класу з мечами (1 вересня 1943)